# (10141) Gotenba
(10141) Gotenba (1993 VE) – planetoida z pasa głównego asteroid okrążająca Słońce w ciągu 4,23 lat w średniej odległości 2,61 j.a. Odkryta 5 listopada 1993 roku.